# Richard Edgcumbe (Politiker, um 1443)
Sir Richard Edgcumbe (auch Edgecombe) (* um 1443; † 8. September 1489 in Morlaix) war ein englischer Adliger, Diplomat und Politiker.

## Herkunft
Richard Edgcumbe entstammte der Familie Edgcumbe. Er war ein Sohn von Piers Edgcumbe und dessen Frau Elizabeth Holland, einer Tochter von Richard Holland. Von seinem Vater erbte er Besitzungen in Cornwall und Devon mit dem Hauptsitz Cotehele House.

## Unterstützer des Hauses Lancaster während der Rosenkriege

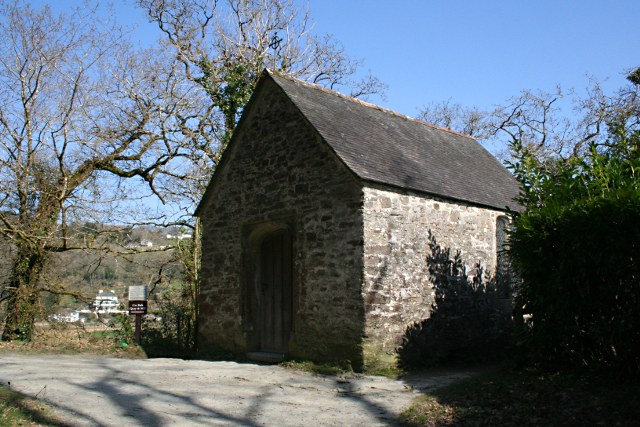
Richard Edgcumbe ließ zum Dank für seine gelungene Flucht 1483 die Chapel in the Woods bei Cotehele errichten

Edgcumbe wurde für das Parlament von 1467 bis 1468 als Abgeordneter des Boroughs Tavistock für das House of Commons gewählt. Obwohl er ein überzeugter Unterstützer des Hauses Lancaster war, ernannte ihn König Eduard IV. 1467 zum Verwalter der heimgefallenen Kronlehen in Devon und Cornwall. Nachdem der König jedoch nach der Schlacht von Tewkesbury die zeitweilig verlorene Macht wieder erlangt hatte, ließ er Edgcumbes Ländereien beschlagnahmen. Am 8. April 1472 begnadigte er ihn jedoch, gab ihm seine Ländereien zurück und ernannte ihn 1473 und 1474 zum Mitglied verschiedener Kommissionen in Cornwall. Dazu diente Edgcumbe von 1474 bis 1475 als Friedensrichter in Cornwall. Trotz dieser Milde von Eduard IV. rebellierte Edgcumbe 1483 gegen den neuen König Richard III., angeblich, nachdem er Gerüchte gehört hatte, nach denen der König seine Neffen ermordet hatte. Nach dem Scheitern der Rebellion stellte ihn Henry Trenoth im Auftrag des Königs in Cotehele unter Hausarrest, doch Edgcumbe konnte in die Bretagne flüchten. Dort schloss er sich Henry Tudor, dem Anwärter des Hauses Lancaster auf den Thron an, dennoch wurde er am 26. Januar 1484 erneut begnadigt. Edgcumbe blieb jedoch bei Tudor, landete 1485 mit ihm in Wales und kämpfte in der Schlacht von Bosworth. Nach der Schlacht wurde er vom siegreichen Henry Tudor, der nun als Heinrich VII. neuer König wurde, zum Knight Bachelor geschlagen.

## Vertrauter von König Heinrich VII.
Der neue König nahm Edgcumbe als Ritter in den königlichen Haushalt auf und belohnte ihn mit dem Amt des Controller des Haushalts. Am 20. September 1485 wurde ihm dazu lebenslang das Amt des Chamberlain of the Exchequer, wobei dieses Amt neun Tage später auch an Richard Guildford vergeben wurde, der es in der Praxis dann ausübte. Edgcumbe gehörte jedoch weiter als Vertrauter des Königs dessen Rat an, dazu war er Verwalter der königlichen Mündel und der heimgefallenen Lehen in Cornwall, Constable von Launceston Castle, erneut Friedensrichter von Cornwall und Verwalter der Besitzungen des Earldom of March. Wenig später übergab ihm der König mit den Besitzungen von John la Zouche, 7. Baron Zouche, zu denen Totnes Castle gehörte, und Besitzungen von Sir Henry Trenowth und von Francis Lovel, 1. Viscount Lovel. Damit kam Edgcumbe in Besitz von insgesamt sieben Gütern in Südwestengland. Ende 1485 bezeugte er die Untersuchung, die dazu führte, dass der König einen Dispens für seine Ehe mit Elizabeth of York erhielt. 1487 diente Edgcumbe als Sheriff von Devon. Am 16. Juni 1487 nahm er an Schlacht von Stoke teil. Im November 1487 sandte ihn der König als Gesandten nach Schottland, und 1488 unternahm er mit einem kleinen Heer von etwa 500 Mann in Kinsale in Irland, um dort die Herrschaft des Königs zu festigen. Für seine Aufwendungen hierfür erhielt er £ 300. 1489 sandte ihn der König als Gesandten zu Herzogin Anne de Bretagne. Dort starb er und wurde in der Dominikanerkirche von Morlaix beigesetzt.

## Familie
Edgcumbe hatte Jane Tremayne, eine Tochter von Thomas Tremayne aus Collacombe Barton in Lamerton in Devon geheiratet. Mit ihr hatte er mindestens vier Kinder:
- Peter
- Margaret
- Agnes
- Elizabeth

Wohl vor seinem Aufbruch in die Bretagne hatte Edgcumbe am 14. Juni 1489 sein Testament aufgesetzt, das vor allem die Begleichung seiner Schulden regelte. Sein Erbe wurde sein Sohn Peter.

## Sonstiges
Der Legende nach entkam Edgcumbe 1483 mit einer spektakulären Flucht aus seinem Herrenhaus Cotehele, was auch in der Ballade Young Edgcumbe von Charles Causley besungen wird. Nach seiner Rückkehr nach Cotehele 1485 errichtete er im Wald eine Kapelle an der Stelle, wo er sich auf der Flucht versteckt hatte.